# 公教进行会
公教进行会（Catholic Action）是天主教在俗教友的团体，自19世纪下半叶起，活跃于一些由反教权主义政权控制的传统上的天主教国家，例如西班牙、意大利、巴伐利亚、法国和比利时。第二次世界大战后，影响逐渐衰退。

## 其他国家
- 阿根廷[2]
- 澳大利亚
- 巴西
- 加拿大
- 智利
- 克罗地亚
- 马耳他
- 爱尔兰 (见圣母军)
- 新西兰
- 波兰
- 菲律宾
- 韩国
- 英国
- 美国

20世纪上半叶，公教进行会在中国的天津、上海、北京等地亦设立分会和支会。上海进行会会长陆伯鸿当选为全国公教进行会会长。于斌曾出任总监。